# Sugar Sugar/La rete d'oro
Sugar Sugar/La rete d'oro è il singolo di debutto di Lorella Cuccarini, pubblicato dalla Polydor nel 1985.
È stato un successo discografico, piazzandosi al 2º posto nella hit-parade il 4 gennaio 1986, mentre nella classifica dei dischi più venduti dell'anno si è piazzato al 49º posto.
Sugar Sugar, scritta da Silvio Testi, Danilo Aielli, Franco Miseria e Renato Serio, è stata la sigla del varietà televisivo del sabato sera di Rai 1 Fantastico 6, condotto da Pippo Baudo, che aveva scoperto la Cuccarini come ballerina di fila durante una convention dell'Algida il 14 febbraio 1985 e decise di farla esordire in televisione come nuova soubrette di Fantastico (in sostituzione di Heather Parisi) il 5 ottobre dello stesso anno.
Dal febbraio 2023 il ritornello del brano è utilizzato come sigla iniziale della trasmissione televisiva BellaMa'.

## Tracce
Lato A
1. Sugar Sugar – 4:39 (Silvio Testi, Danilo Aielli, Franco Miseria, Renato Serio)

Lato B
1. La rete d'oro – 4:16 (Cashin, Marco Colucci, Rosanna Napoli)